# Cergău Mare, Alba
Cergău Mare (în maghiară Magyarcserged, Nagycserged, Cserged, Csergőd, în germană Großschergied, Grossschergied, Schergid, Groß Schergied) este satul de reședință al comunei Cergău din județul Alba, Transilvania, România.

## Istoric

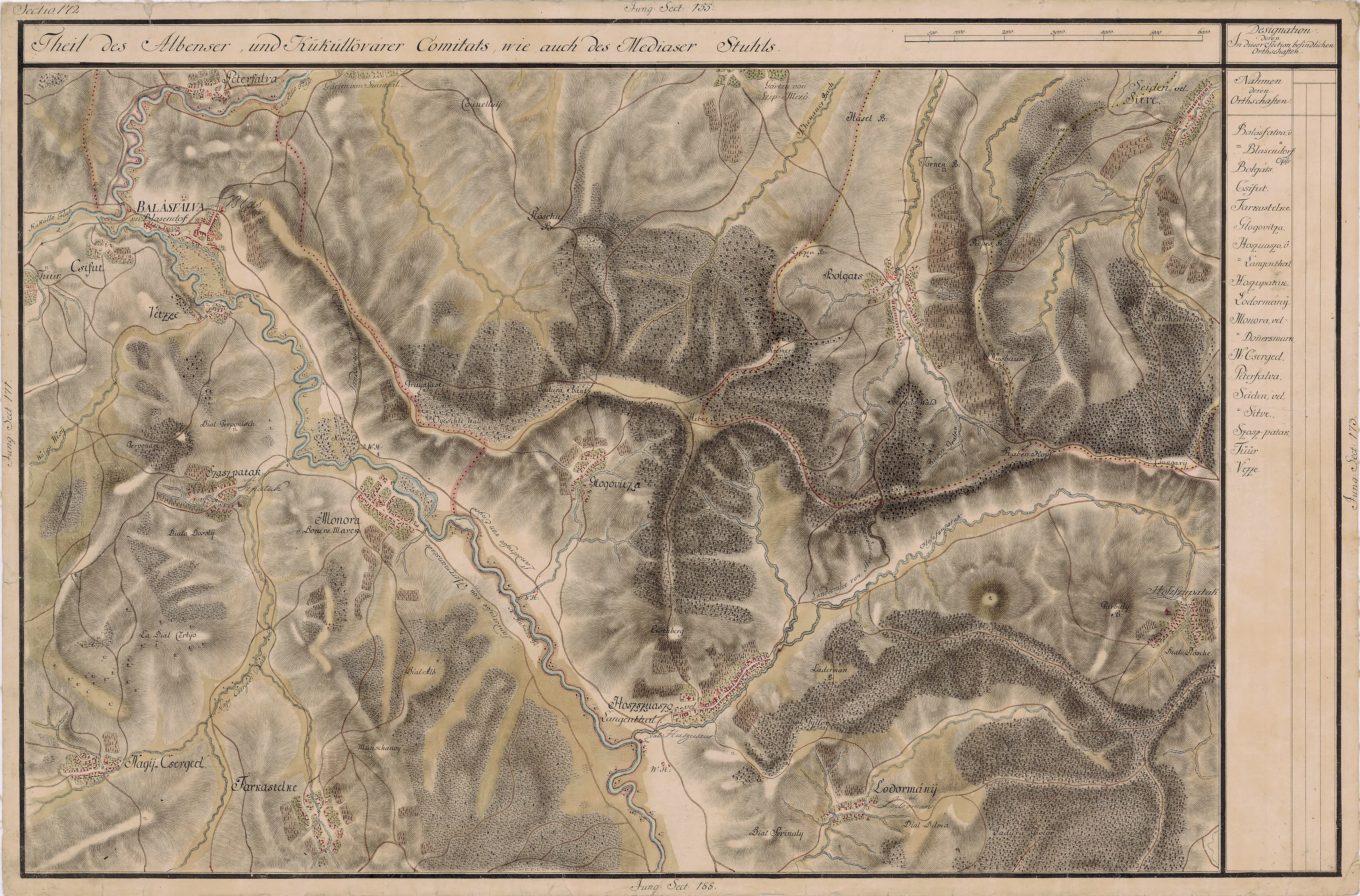
Cergău Mare pe Harta Iosefină a Transilvaniei, 1769-1773

În evul mediu a fost sat catolic unguresc, depopulat la sfârșitul secolului al XVI-lea. După 1600 s-au refugiat aici catolici bulgari (vezi și Cergău Mic), care cu timpul au fost asimilați și au devenit români uniți cu Roma (greco-catolici)., 

## Date geologice
În perimetrul acestei localități s-a pus în evidență prezența unui masiv de sare gemă și a unor izvoare sărate.

## Monumente istorice
- Biserica „Buna Vestire” (1804)

## Demografie
Conform recensământului din anul 1930 Cergău Mare avea 1.258 de locuitori, dintre care 1.197 români, 60 rromi și 1 maghiar. Sub aspect confesional populația era alcătuită din 1.241 greco-catolici, 16 ortodocși și 1 romano-catolic.

## Galerie de imagini

Primăria comunei Cergău